# Sybra punctata
Sybra punctata là một loài bọ cánh cứng trong họ Cerambycidae.